# 宝塚市立小浜小学校
宝塚市立小浜小学校（たからづかしりつ こはましょうがっこう）は、兵庫県宝塚市小浜4丁目に所在する公立小学校。

## 沿革
1873年  創立
1878年 校名を組合立国府小学校に変遷
1881年 校名を国府小学校に変遷
1887年 校名を国府簡易小学校に変遷
1891年 校名を国府尋常小学校に変遷
1900年 校名を小浜尋常小学校に変遷
1908年 校名を小浜尋常高等小学校に変遷
1941年 校名を小浜国民学校に変遷
1947年 校名を小浜村立小浜小学校に変遷
1951年 校名を宝塚町立小浜小学校に変遷
1954年 校名を宝塚市立小浜小学校に変遷
1968年 売布小学校を分離
1973年 安倉小学校を分離 創立100周年
1978年 美座小学校を分離

## 通学区域
- 小浜4丁目、5丁目、星の荘、三笠町、寿町、泉町、向月町、安倉北1丁目、安倉西1丁目、今里町、米谷1丁目(13番、14番、21番～40番)[1]

※卒業後は基本的に、泉町、安倉北1丁目、安倉西1丁目に在住する者は宝塚市立安倉中学校へ、その他の者は宝塚市立宝塚中学校に進学する。

## 通学区域が隣接している学校
- 宝塚市立美座小学校
- 宝塚市立売布小学校
- 宝塚市立長尾小学校
- 宝塚市立安倉北小学校
- 宝塚市立安倉小学校